# 迪特里兴根
迪特里兴根是德国莱茵兰-普法尔茨州的一个市镇。总面积9.39平方公里，总人口387人，其中男性184人，女性203人（2011年12月31日），人口密度41人/平方公里。